# Massimo Fink
Maximilian Paul „Massimo” Fink (ur. 23 listopada 1896 w Prati, zm. 19 marca 1956 w  Bressanone) – włoski bobsleista, olimpijczyk.

## Występy na IO
| Rok  | Igrzyska Olimpijskie | Konkurencja             | Wyniki     |
| 1924 | Chamonix             | czwórki/piątki mężczyzn | 6. miejsce |